# Ruská Nová Ves
Ruská Nová Ves (in ungherese Sósújfalu) è un comune della Slovacchia facente parte del distretto di Prešov, nella regione omonima.